# 20 años de éxitos en vivo con Moderatto
20 años de éxitos en vivo con Moderatto es un álbum en vivo realizado por la cantante mexicana Alejandra Guzmán y el grupo mexicano Moderatto, siendo el tercer álbum en vivo de ambos artistas. Fue lanzado en 2011 para celebrar los 20 años de carrera de Alejandra Guzmán.

## Información
El álbum documenta un concierto realizado el 17 de marzo del 2011 en el Palacio de los Deportes de la Ciudad de México, fue producido por Jay de la Cueva y cuenta con la participación del grupo Moderatto e invitados especiales, entre ellos Jenni Rivera y Vico C.

## Canciones
| Edición estándar |                                                    |                                                     |          |  |
| N.º              | Título                                             | Escritor(es)                                        | Duración |  |
| 1.               | «Verano Peligroso» (con Moderatto)                 | César Valle Rojas                                   | 5:07     |  |
| 2.               | «Mírala, Míralo» (con Moderatto)                   | Gian Pietro Felisatti, J.R. Florez                  | 4:12     |  |
| 3.               | «No Te Lo Tomes Personal» (con Moderatto)          | Javier de la Cueva, Alejandra Guzmán                | 3:39     |  |
| 4.               | «Llama Por Favor» (con Moderatto)                  | Gian Pietro Felisatti, J.R. Florez                  | 5:40     |  |
| 5.               | «Volverte A Amar» (con Moderatto)                  | Mario Domm, Alejandra Guzmán                        | 5:46     |  |
| 6.               | «Hacer El Amor Con Otro» (con Moderatto)           | Consuelo Arango Bustos, Marella Cayre               | 8:02     |  |
| 7.               | «Ya Lo Veía Venir» (con Moderatto)                 | Emilio Acevedo, Javier de la Cueva, María Azpiazu   | 3:48     |  |
| 8.               | «Hey Güera» (con Moderatto)                        | Consuelo Arango Bustos, Marella Cayre               | 6:02     |  |
| 9.               | «Mala Hierba» (con Moderatto & Vico C.)            | Manuel Castellón, Carmen Sánchez, César Valle Rojas | 3:28     |  |
| 10.              | «De Verdad» (con Moderatto)                        | Steve Mandle, Jodi Maureen, Julia Sierra            | 4:31     |  |
| 11.              | «Día De Suerte» (con Moderatto)                    | José Luis Ortega, Alejandra Guzmán                  | 4:02     |  |
| 12.              | «Eternamente Bella» (con Moderatto & Jenni Rivera) | J.R. Florez, Marella Cayre                          | 3:13     |  |
| 13.              | «Un Grito En La Noche» (con Moderatto)             | Consuelo Arango Bustos, César Valle Rojas           | 3:57     |  |
| 14.              | «Día De Suerte» (Versión de Estudio)               | Ortega, Guzmán                                      | 3:32     |  |
| 64:59            |                                                    |                                                     |          |  |

| Edición Especial |                                       |                                                         |          |  |
| N.º              | Título                                | Escritor(es)                                            | Duración |  |
| 15.              | «Quemándome de Amor» (con Moderatto)  | Áureo Baqueiro, Bryan Amadeus Moderatto, Xavi Moderatto | 4:26     |  |
| 16.              | «Reina de Corazones» (con Moderatto)  | José Ramón García, César Manuel Valle Rojas             | 4:14     |  |
| 17.              | «Soy Solo Un Secreto» (con Moderatto) | Alejandra Guzmán, José Luis Pagan                       | 4:16     |  |

| (En Vivo) Edición Especial |                                       |                                             |          |  |
| N.º                        | Título                                | Escritor(es)                                | Duración |  |
| 15.                        | «Reina de Corazones» (con Moderatto)  | José Ramón García, César Manuel Valle Rojas | 4:14     |  |
| 16.                        | «Soy Solo Un Secreto» (con Moderatto) | Alejandra Guzmán, José Luis Pagan           | 4:16     |  |

| CD+DVD |                                                            |          |  |
| N.º    | Título                                                     | Duración |  |
| 1.     | «Verano Peligroso» (con Moderatto) (DVD)                   | 5:08     |  |
| 2.     | «Mírala Míralo» (con Moderatto) (DVD)                      | 4:14     |  |
| 3.     | «No Te Lo Tomes Personal» (con Moderatto) (DVD)            | 4:31     |  |
| 4.     | «Llama Por Favor» (con Moderatto) (DVD)                    | 5:44     |  |
| 5.     | «Volverte A Amar» (con Moderatto) (DVD)                    | 7:08     |  |
| 6.     | «Hacer El Amor Con Otro» (con Moderatto) (DVD)             | 8:22     |  |
| 7.     | «Ya Lo Veía Venir» (con Moderatto) (DVD)                   | 4:04     |  |
| 8.     | «Hey Güera» (con Moderatto) (DVD)                          | 6:03     |  |
| 9.     | «Mala Hierba» (con Moderatto & Vico C.) (DVD)              | 3:44     |  |
| 10.    | «De Verdad» (con Moderatto) (DVD)                          | 4:38     |  |
| 11.    | «Día De Suerte» (con Moderatto) (DVD)                      | 4:04     |  |
| 12.    | «Eternamente Bella» (con Moderatto & Jenni Rivera) (DVD)   | 3:27     |  |
| 13.    | «Un Grito En La Noche» (con Moderatto) (DVD)               | 3:53     |  |
| 14.    | «Documental 20 Años de Éxitos en Vivo Con Moderatto» (DVD) | 13:27    |  |

| Edición Deluxe CD+DVD iTunes |                                       |                                   |          |  |
| N.º                          | Título                                | Escritor(es)                      | Duración |  |
| 15.                          | «Soy Solo Un Secreto» (con Moderatto) | Alejandra Guzmán, José Luis Pagan | 4:16     |  |

## Posicionamiento
| Lista (2011)                     | Posición |
| -------------------------------- | -------- |
| México Álbumes Top 100           | 2 (x6)   |
| México Top 20 Género             | 1        |
| U.S. Billboard Latin Pop Albums  | 7        |
| U.S. Billboard Top Latin Albums  | 20       |
| U.S. Billboard Top Heatseekers   | 43       |
| Fin de año                       | Posición |
| México Álbumes Top 100 - 2011    | 10       |
| México Álbumes Top Género - 2011 | 8        |

## Historial de lanzamientos
| País           | Fecha               | Discográfica     |
| -------------- | ------------------- | ---------------- |
| México         | 21 de junio de 2011 | EMI Music México |
| Australia      | 21 de junio de 2011 | EMI Music México |
| Francia        | 21 de junio de 2011 | EMI Music México |
| Alemania       | 21 de junio de 2011 | EMI Music México |
| Estados Unidos | 9 de agosto de 2011 | EMI Music México |
| Canadá         | 9 de agosto de 2011 | EMI Latin        |